# Музика срца
Музика срца (енгл. „Music of the Heart“) је америчка драма из 1999. Мерил Стрип је за своју улогу морала да научи да свира виолину, а касније је за њу номинована за Оскар за најбољу главну глумицу.

## Улоге
| Глумац          | Улога           |
| --------------- | --------------- |
| Мерил Стрип     | Роберта Гаспари |
| Анџела Басет    | Џенет Вилијамс  |
| Ејдан Квин      | Брајан Тарнер   |
| Глорија Естефан | Изабел          |
| Клорис Личман   | Асунта Гаспари  |
| Џејн Ливс       | Доротеја        |
| Киран Калкин    | Лекси           |
| Чарли Хофхајмер | Ник             |